# Santiago Jamiltepec
Santiago Jamiltepec là một đô thị thuộc bang Oaxaca, México. Năm 2005, dân số của đô thị này là 17206 người.